# Camptocladius flaviventris
Camptocladius flaviventris är en tvåvingeart som först beskrevs av Jean-Jacques Kieffer 1921.  Camptocladius flaviventris ingår i släktet Camptocladius och familjen fjädermyggor. Inga underarter finns listade i Catalogue of Life.